# Kollontai, apuntes de resistencia
Kollontai, apuntes de resistencia es una película documental de Argentina filmada en colores dirigida por Nicolás Méndez Casariego sobre su propio guion que se estrenó el 13 de junio de 2019.

## Sinopsis
Documental sobre la formación del Partido por la Victoria del Pueblo (PVP) y el lanzamiento de la Campaña Alejandra por  exiliados uruguayos en Buenos Aires, para luchar contra la dictadura cívico-militar de Juan María Bordaberry. 

## Críticas
Gaspar Zimerman en Clarín opinó:

”Con valioso material de archivo -que incluye noticieros extranjeros de la época-, el lúcido testimonio de numerosos militantes sobrevivientes a la dictadura, grabaciones inéditas de dirigentes desaparecidos, como Gerardo Gatti, y algunas dramatizaciones, el documental resulta una clase de historia uruguaya reciente. A pesar de la proliferación de siglas (FER, FAU, ROE, OPR-33) que pueden marear a quien no esté familiarizado con el tema, la película logra mantener la claridad. Está montada de tal manera de no perder nunca el dinamismo, y no sólo muestra la lucha del pueblo uruguayo contra la dictadura, sino que establece relaciones con lo que sucedía en aquella...época en otros países...como Argentina y Chile. Es así que avanza hacia el entramado político-económico del Plan Cóndor...De este modo, Kollontai, apuntes de resistencia (por la dirigente comunista rusa Aleksandra Kollontai, que dio nombre a la Campaña Alejandra) resulta didáctica sin ser simplista.”